# HC Arbon
Der HC Arbon ist ein Schweizer Handballverein aus der gleichnamigen Stadt, der 1968 gegründet wurde. Die erste Herrenmannschaft sowie das erste Frauenteam sind in der Saison 2024/2025 in der zweithöchsten Handballliga der Schweiz, der Nationalliga B, beziehungsweise der Spar Premium League 2 vertreten. In der Nachwuchsförderung arbeitet der HC Arbon mit dem Nationalliga A Team TSV St. Otmar St. Gallen zusammen und bietet auf allen Altersstufen ein ambitioniertes Team.

## Geschichte
Gegründet wurde der HC Arbon unter dem ersten Präsident Martin Muther von einer Gruppe Jugendlicher. Bereits 11 Jahre später, in der Saison 1979/1980 war der Verein in der 1. Liga vertreten und laut Schweizerischem Handballverband der viertgrösste Handballverein. Unter dem langjährigen Präsident Max Glättli wächst der Amateurbereich der Herren, Damen und Junioren in den 1970er und 1980er Jahren stark an. Die erste und vorläufig einzige Saison in der Nationalliga B folgt 1995/1996. 2009 gelingt dem HC Arbon der Aufstieg in die Nationalliga B sowie in der folgenden Saison der völlig überraschende Aufstieg in die höchste Schweizer Spielklasse. Nach drei Jahren in der Nationalliga A folgen für die Herrenmannschaft schwierige Jahre mit dem Abstieg bis in die 2. Liga. Die Damen können sich ab 2018 in der Spar Premium League 2 etablieren und die Nachwuchsmannschaften sind in verschiedenen Altersklassen in der Inter- sowie Eliteklasse vertreten. Seit der Saison 2023/2024 ist die Herrenmannschaft unter Trainer Vedran Banic wieder in der Nationalliga B vertreten.

## Aktuelles Kader
| Nr. | Name              | Geburtsdatum | Grösse | Position    |
| --- | ----------------- | ------------ | ------ | ----------- |
| 1   | Nicola Tobler     | 11.07.2005   | 182    | Torhüter    |
| 3   | Linus Eugster     | 12.06.2002   | 175    | Flügel      |
| 7   | Tim Dittert       | 03.09.2002   | 189    | Rückraum    |
| 8   | Manuel Schmid     | 05.11.1993   | 189    | Rückraum    |
| 11  | Dominik Jurilj    | 07.03.1995   | 201    | Rückraum    |
| 12  | Marco Appert      | 20.12.1995   | 197    | Torhüter    |
| 17  | Eric Landolt      | 27.09.2005   | 185    | Rückraum    |
| 19  | Imre Domokos      | 09.02.1996   | 188    | Rückraum    |
| 22  | Jano Wick         | 10.10.2002   | 198    | Rückraum    |
| 23  | Thierry Gasser    | 08.10.1998   | 192    | Rückraum    |
| 24  | Péter Vaskó       | 16.07.1995   | 180    | Flügel      |
| 25  | Tim Noah Schärer  | 06.12.1995   | 187    | Flügel      |
| 26  | Severin Kaiser    | 01.10.1994   | 179    | Flügel      |
| 28  | Clemens Gangl     | 08.10.1993   | 195    | Kreisläufer |
| 36  | Noah Tschanz      | 01.04.2003   | 183    | Flügel      |
| 39  | Aron Mannhart     | 01.11.2002   | 184    | Torhüter    |
| 42  | Fabian Weber      | 24.04.2002   | 182    | Kreisläufer |
| 55  | Mateja Marjanovic | 31.10.2006   | 191    | Rückraum    |
| 56  | Justin Kürsteiner | 16.06.2004   | 186    | Rückraum    |

Stand: 1. Mai 2025